# 迪特山
67°43′S 68°37′W / 67.717°S 68.617°W
迪特山（英語：Mount Ditte）是南極洲的山峰，位於阿德萊德島東南端，海拔高度1,400米，由法國探險隊發現，以該國的化學家命名，現時由南極條約體系管理。